# Gymnastique artistique aux Jeux du Commonwealth de 2022 - Concours général par équipes hommes
Navigation
Gold Coast 2018 2026
Le Concours général par équipes hommes aux Jeux du Commonwealth de 2022 à Birmingham, en Angleterre, aura lieu[Passage à actualiser] le 29 juillet 2022 à Barclaycard Arena.
Cet événement déterminera[Passage à actualiser] également le classement des qualifications pour les finales individuelles du concours multiple et par engin.

## Calendrier
Le calendrier est le suivant:
Toutes les heures sont en heure d'été du Royaume-Uni (UTC+1)
| Date                     | Heure | Tour   |
| ------------------------ | ----- | ------ |
| Vendredi 29 juillet 2022 | 09h00 | Finale |

## Résultats

### Compétition par équipe
Le champ initial pour l'épreuve par équipe masculine a été publié le 20 juillet 2022. L'inscription minimum pour concourir dans l'épreuve par équipe est de trois gymnastes, le maximum autorisé est de cinq gymnastes. Le Sri Lanka, le Bangladesh et l'Inde (trois) sont les seules équipes engagées sans nombre maximum. Les trois meilleurs scores de chaque engin comptent pour le total de l'équipe.
| Rang                  | Nation                | Sol         | Cheval d'arçon | Anneaux    | Saut        | Barres parallèles | Barre fixe | Total   |
| --------------------- | --------------------- | ----------- | -------------- | ---------- | ----------- | ----------------- | ---------- | ------- |
| Médaille d'or         | Angleterre            | 40.850 (1)  | 41.600 (1)     | 42.850 (1) | 44.100 (1)  | 43.250 (1)        | 41.900 (1) | 254.550 |
| Médaille d'or         | Joe Fraser            | NC          | 14.650         | 14.450     | NC          | 14.600            | 14.500     | 254.550 |
| Médaille d'or         | Jake Jarman           | 13.750      | 13.100         | 13.250     | 14.750      | 13.800            | 13.400     | 254.550 |
| Médaille d'or         | Courtney Tulloch      | NC          | NC             | 14.700     | NC          | NC                | NC         | 254.550 |
| Médaille d'or         | Giarnni Regini-Moran  | 13.850      | 13.150         | NC         | 15.000      | 14.850            | 13.350     | 254.550 |
| Médaille d'or         | James Hall            | 13.250      | 13.800         | 13.700     | 14.350      | 13.450            | 14.000     | 254.550 |
| Médaille d'argent     | Canada                | 38.650 (3)  | 38.600 (2)     | 42.250 (2) | 42.200 (3)  | 41.450 (3)        | 38.050 (6) | 241.200 |
| Médaille d'argent     | Felix Dolci           | 13.450      | 10.600         | 14.400     | 14.250      | 14.400            | 12.800     | 241.200 |
| Médaille d'argent     | Mathys Jalbert        | NC          | 12.050         | 11.200     | 13.000      | 12.700            | 12.450     | 241.200 |
| Médaille d'argent     | Chris Kaji            | 12.550      | NC             | 14.100     | 14.350      | 13.900            | 12.800     | 241.200 |
| Médaille d'argent     | Jayson Rampersad      | 10.450      | 13.250         | NC         | NC          | NC                | NC         | 241.200 |
| Médaille d'argent     | Kenji Tamane          | 12.650      | 13.300         | 13.750     | 13.600      | 13.150            | 12.050     | 241.200 |
| Médaille de bronze    | Chypre                | 36.700 (7)  | 37.900 (5)     | 40.700 (3) | 41.650 (5)  | 41.400 (4)        | 41.300 (3) | 239.650 |
| Médaille de bronze    | Michalis Chari        | 11.050      | 11.200         | NC         | 13.700      | 12.750            | 11.500     | 239.650 |
| Médaille de bronze    | Sokratis Pilakouris   | 12.200      | NC             | 14.400     | NC          | NC                | NC         | 239.650 |
| Médaille de bronze    | Georgios Angonas      | 11.800      | 10.700         | 12.600     | 13.800      | 12.050            | 13.250     | 239.650 |
| Médaille de bronze    | Ilias Georgiou        | NC          | 12.850         | 13.350     | NC          | 14.300            | 14.150     | 239.650 |
| Médaille de bronze    | Marios Georgiou       | 12.700      | 13.850         | 12.950     | 14.150      | 14.350            | 13.900     | 239.650 |
|                       | Pays de Galles        |             |                |            |             |                   |            |         |
| Joshua Cook           |                       |             |                |            |             |                   |            |         |
| Joseph Cemlyn-Jones   |                       |             |                |            |             |                   |            |         |
| Jacob Edwards         |                       |             |                |            |             |                   |            |         |
| Brinn Bevan           | NC                    |             |                | NC         |             |                   |            |         |
| Emil Barber           |                       | NC          | NC             |            | NC          | NC                |            |         |
|                       | Nouvelle-Zélande      |             |                |            |             |                   |            |         |
| William Kai Fu-Allen  |                       |             |                | NC         | NC          | NC                |            |         |
| Mikhail Koudinov      |                       |             |                |            |             |                   |            |         |
| Ethan Dick            |                       |             |                |            |             |                   |            |         |
| Samuel Dick           |                       | NC          |                |            |             |                   |            |         |
| Jorden O'Connell-Inns | NC                    |             | NC             |            |             |                   |            |         |
|                       | Écosse                |             |                |            |             |                   |            |         |
| David Weir            |                       | NC          | NC             |            | NC          | NC                |            |         |
| Hamish Carter         |                       |             |                |            |             |                   |            |         |
| Pavel Karnejenko      |                       |             |                |            |             |                   |            |         |
| Frank Baines          |                       |             |                |            |             |                   |            |         |
| Cameron Lynn          | NC                    |             |                | NC         |             |                   |            |         |
|                       | Australie             |             |                |            |             |                   |            |         |
| Clay Mason Stephens   |                       |             |                |            |             |                   |            |         |
| Mitchell Morgans      | NC                    | NC          |                | NC         |             |                   |            |         |
| Jesse Moore           |                       |             |                |            |             |                   |            |         |
| James Bacueti         |                       |             | NC             |            | NC          | NC                |            |         |
| Tyson Bull            | NC                    |             | NC             | NC         |             |                   |            |         |
| 8                     | Inde                  | 19.150 (9)  | 11.200 (10)    | 11.950 (9) | 26.400 (9)  | 27.500 (8)        | 12.700 (8) | 108.900 |
| 8                     | Yogeshwar Singh       | 11.300      | 11.200         | 11.950     | 13.000      | 13.450            | 12.700     | 108.900 |
| 8                     | Saif Tamboli          | NC          | NC             | NC         | NC          | 14.050            | NC         | 108.900 |
| 8                     | Satyajit Mondal       | 7.850       | NC             | NC         | 13.400      | NC                | NC         | 108.900 |
| 9                     | Bangladesh            | 30.950 (8)  | 9.100 (11)     | 7.600 (10) | 37.600 (8)  | 12.400 (9)        | 2.950 (10) | 100.600 |
| 9                     | Abu Saeed Rafi        | 10.050      | 7.000          | 3.000      | 11.950      | 5.900             | NC         | 100.600 |
| 9                     | Shishir Ahmed         | 9.100       | 2.100          | 4.600      | 11.950      | 6.500             | 2.950      | 100.600 |
| 9                     | Ali Kader Haque       | 11.800      | NC             | NC         | 13.700      | NC                | NC         | 100.600 |
| 10                    | Sri Lanka             | 11.200 (11) | 21.050 (8)     | 14.400 (8) | 23.250 (10) | 11.250 (10)       | 10.700 (9) | 91.850  |
| 10                    | Malin Fernando        | NC          | NC             | NC         | NC          | NC                | NC         | 91.850  |
| 10                    | Ruchira Fernando      | 11.200      | 12.000         | 10.250     | 13.150      | 11.250            | 10.700     | 91.850  |
| 10                    | Hansha Kumarasinghege | NC          | 9.050          | 4.150      | 10.100      | NC                | NC         | 91.850  |
| 11                    | Irlande du Nord       | 13.750 (10) | 14.350 (9)     | NC         | 14.150 (11) | NC                | NC         | 42.250  |
| 11                    | Ewan McAteer          | NC          | NC             | NC         | 14.150      | NC                | NC         | 42.250  |
| 11                    | Eamon Montgomery      | 13.750      | NC             | NC         | NC          | NC                | NC         | 42.250  |
| 11                    | Rhys McClenaghan      | NC          | 14.350         | NC         | NC          | NC                | NC         | 42.250  |

## Résultats des qualifications

### Concours général individuel
| Rang | Gymnaste              | Sol    | Cheval d'arçon | Anneaux | Saut   | Barres parallèles | Barre fixe | Total  | Notes |
| ---- | --------------------- | ------ | -------------- | ------- | ------ | ----------------- | ---------- | ------ | ----- |
| 1    | James Hall            | 13.250 | 13.800         | 13.700  | 14.350 | 13.450            | 14.000     | 82.550 | Q     |
| 2    | Jake Jarman           | 13.750 | 13.100         | 13.250  | 14.750 | 13.800            | 13.400     | 82.050 | Q     |
| 3    | Marios Georgiou       | 12.700 | 13.850         | 12.950  | 14.150 | 14.350            | 13.900     | 81.900 | Q     |
| 4    | Jesse Moore           | 12.850 | 13.500         | 13.400  | 13.550 | 13.900            | 14.150     | 81.350 | Q     |
| 5    | Felix Dolci           | 13.450 | 10.600         | 14.400  | 14.250 | 14.400            | 12.800     | 79.900 | Q     |
| 6    | Frank Baines          | 13.300 | 12.650         | 13.200  | 14.150 | 13.350            | 13.250     | 79.900 | Q     |
| 7    | Clay Mason Stephens   | 13.400 | 11.050         | 12.850  | 14.250 | 13.550            | 13.450     | 78.550 | Q     |
| 8    | Kenji Tamane          | 12.650 | 13.300         | 13.750  | 13.600 | 13.150            | 12.050     | 78.500 | Q     |
| 9    | Pavel Karnejenko      | 11.650 | 12.300         | 14.200  | 13.950 | 13.800            | 12.550     | 78.450 | Q     |
| 10   | Hamish Carter         | 11.800 | 12.850         | 12.900  | 13.800 | 13.600            | 13.500     | 78.450 |       |
| 11   | Daniel Lee            | 12.850 | 11.900         | 13.300  | 14.350 | 13.600            | 12.050     | 78.050 | Q     |
| 12   | Joe Cemlyn-Jones      | 13.400 | 12.750         | 13.100  | 13.150 | 13.300            | 11.350     | 77.050 | Q     |
| 13   | Mikhail Koudinov      | 12.750 | 11.550         | 13.150  | 13.900 | 13.750            | 11.650     | 76.750 | Q     |
| 14   | Ethan Dick            | 12.400 | 13.400         | 12.700  | 13.850 | 11.150            | 12.600     | 76.100 | Q     |
| 15   | Josh Cook             | 12.600 | 12.300         | 12.100  | 13.600 | 12.200            | 13.100     | 75.900 | Q     |
| 16   | Jacob Edwards         | 13.200 | 11.850         | 12.950  | 13.050 | 12.600            | 12.200     | 75.850 |       |
| 17   | Georgios Angonas      | 11.800 | 10.700         | 12.600  | 13.800 | 12.050            | 13.250     | 74.200 | Q     |
| 18   | Yogeshwar Singh       | 11.300 | 11.200         | 11.950  | 13.000 | 13.450            | 12.700     | 73.600 | Q     |
| 19   | Khaalid Mia           | 12.400 | 8.850          | 12.100  | 13.150 | 12.950            | 12.800     | 72.250 | Q     |
| 20   | Ruchira Fernando      | 11.200 | 12.000         | 10.250  | 13.150 | 11.250            | 10.700     | 68.550 | Q     |
| 21   | Igor Magalhaes        | 10.200 | 9.250          | 10.900  | 12.800 | 11.200            | 11.250     | 65.600 | R1    |
| 22   | Karthik Adapa         | 10.600 | 9.100          | 10.000  | 11.600 | 11.150            | 10.150     | 62.600 | R2    |
| 23   | Shishir Ahmed         | 9.100  | 2.100          | 4.600   | 11.950 | 6.500             | 2.950      | 37.200 | R3    |
| DNF  | Joe Fraser            | NC     | 14.650         | 14.450  | NC     | 14.600            | 14.500     | NC     |       |
| DNF  | Hansha Kumarasinghege | NC     | 9.050          | 4.150   | 10.100 | NC                | NC         | NC     |       |

### Sol
| Rang | Gymnaste              | Difficulté | Exécution | Pénalité | Total  | Notes |
| ---- | --------------------- | ---------- | --------- | -------- | ------ | ----- |
|      | Daniel Lee            | 5.100      | 7.750     |          | 12.850 |       |
|      | Khaalid Mia           | 5.100      | 7.300     |          | 12.400 |       |
|      | Ali Kader Haque       | 4.500      | 7.400     | -0.100   | 11.800 |       |
|      | Ruchira Fernando      | 3.900      | 7.300     |          | 11.200 |       |
|      | Karthik Adapa         | 4.000      | 6.600     |          | 10.600 |       |
|      | Igor Magalhaes        | 3.500      | 6.700     |          | 10.200 |       |
|      | Abu Saeed Rafi        | 3.700      | 6.350     |          | 10.050 |       |
|      | Shishir Ahmed         | 3.500      | 5.900     | -0.300   | 9.100  |       |
|      | Muhammad Afzal        | 2.900      | 5.500     |          | 8.400  |       |
| DNS  | Hansha Kumarasinghege | NC         | NC        | NC       | NC     | NC    |

### Cheval d'arçons
| Rang | Gymnaste              | Difficulté | Exécution | Pénalité | Total  | Notes |
| ---- | --------------------- | ---------- | --------- | -------- | ------ | ----- |
|      | Karthik Adapa         |            |           |          |        |       |
|      | Igor Magalhaes        |            |           |          |        |       |
|      | Abu Saeed Rafi        |            |           |          |        |       |
|      | Shishir Ahmed         |            |           |          |        |       |
|      | Khaalid Mia           |            |           |          |        |       |
|      | Daniel Lee            | 3.900      | 8.000     |          | 11.900 |       |
|      | Ruchira Fernando      | 4.000      | 8.000     |          | 12.000 |       |
|      | Hansha Kumarasinghege | 2.900      | 6.150     |          | 9.050  |       |

### Anneaux
| Rang | Gymnaste              | Difficulté | Exécution | Pénalité | Total  | Notes |
| ---- | --------------------- | ---------- | --------- | -------- | ------ | ----- |
|      | Karthik Adapa         |            |           |          |        |       |
|      | Igor Magalhaes        |            |           |          |        |       |
|      | Muhammad Afzal        |            |           |          |        |       |
|      | Abu Saeed Rafi        |            |           |          |        |       |
|      | Shishir Ahmed         | 2.300      | 7.600     | -5.300   | 4.600  |       |
|      | Khaalid Mia           | 4.300      | 7.800     |          | 12.100 |       |
|      | Daniel Lee            |            |           |          |        |       |
|      | Ruchira Fernando      |            |           |          |        |       |
|      | Hansha Kumarasinghege |            |           |          |        |       |

### Saut de cheval
| Rang | Nom                   | Difficulté | Exécution | Pénalité | Score 1 | Difficulté | Exécution | Pénalité | Score 2 | Total | Qualification |
| Rang | Nom                   | Saut 1     | Saut 1    | Saut 1   | Saut 1  | Saut 2     | Saut 2    | Saut 2   | Saut 2  | Total | Qualification |
| ---- | --------------------- | ---------- | --------- | -------- | ------- | ---------- | --------- | -------- | ------- | ----- | ------------- |
|      | Karthik Adapa         |            |           |          |         |            |           |          |         |       |               |
|      | Igor Magalhaes        |            |           |          |         |            |           |          |         |       |               |
|      | Muhammad Afzal        |            |           |          |         |            |           |          |         |       |               |
|      | Abu Saeed Rafi        |            |           |          |         |            |           |          |         |       |               |
|      | Shishir Ahmed         |            |           |          |         |            |           |          |         |       |               |
|      | Ali Kader Haque       |            |           |          |         |            |           |          |         |       |               |
|      | Khaalid Mia           |            |           |          |         |            |           |          |         |       |               |
|      | Daniel Lee            |            |           |          |         |            |           |          |         |       |               |
|      | Ruchira Fernando      |            |           |          |         |            |           |          |         |       |               |
|      | Hansha Kumarasinghege |            |           |          |         |            |           |          |         |       |               |

### Barres parallèles
| Rang | Gymnaste              | Difficulté | Exécution | Pénalité | Total | Notes |
| ---- | --------------------- | ---------- | --------- | -------- | ----- | ----- |
|      | Karthik Adapa         |            |           |          |       |       |
|      | Igor Magalhaes        |            |           |          |       |       |
|      | Abu Saeed Rafi        |            |           |          |       |       |
|      | Shishir Ahmed         |            |           |          |       |       |
|      | Khaalid Mia           |            |           |          |       |       |
|      | Daniel Lee            |            |           |          |       |       |
|      | Ruchira Fernando      |            |           |          |       |       |
|      | Hansha Kumarasinghege |            |           |          |       |       |

### Barre fixe
| Rang | Gymnaste              | Difficulté | Exécution | Pénalité | Total | Notes |
| ---- | --------------------- | ---------- | --------- | -------- | ----- | ----- |
|      | Karthik Adapa         |            |           |          |       |       |
|      | Igor Magalhaes        |            |           |          |       |       |
|      | Shishir Ahmed         |            |           |          |       |       |
|      | Khaalid Mia           |            |           |          |       |       |
|      | Daniel Lee            |            |           |          |       |       |
|      | Ruchira Fernando      |            |           |          |       |       |
|      | Hansha Kumarasinghege |            |           |          |       |       |